# 纳拉扬甘杰县
纳拉扬甘杰（Narayanganj District）为孟加拉国达卡专区辖县，地处孟加拉国中部，临近首都达卡市；置县于1984年。县境北与加济布尔、诺尔辛迪县接壤，东与婆罗门巴里亚县毗邻，南与库米拉、蒙希甘杰县交界，西与达卡县相连。全县年平均降雨量2,376毫米，平均气温12.7°C（最低）至36°C（最高）。县域总面积759.57公里²，总人口289.7万人（2011）。全县共分置5乡（Upazila），行政机构驻纳拉扬甘杰市。